# مصفوفة بروتين دقيقة
مصفوفة بروتين دقيقة أو رقاقة بروتين (بالإنجليزية: Protein microarray)‏ هي تقنية ذات إنتاجية عالية تستخدم في علم الأحياء الجزيئي تتبع تآثرات ونشاطات البروتينات لتحديد وظائفها على نطاق واسع. ميزتها الأساسية تكمن في قدرتها على تتبع كميات كبيرة من البروتين في وقت واحد. مصفوفة البروتين الدقيقة عبارة عن رقاقة مثبت على سطحها تساهميا آلافٌ من مختلف البروتينات (أجسام مضادة، مستضدات، إنزيمات ...إلخ) في مناطق مختلفة من الرقاقة، ويشكل كل نوع من هذه البروتينات منطقة مركزة منه وخلافا لمصفوفات الدنا الدقيقة البروتينات وحدها هي من تعمل كمسابير.
```
تتكون الرقاقة من سطح داعم مثل شريحة زجاجية، غشاء 
نيتروسيليلوزي
، 
صفيحة معايرة دقيقة
 والتي ترتبط بها مصفوفة من كاشفات البروتين.
[
2
]
 تضاف جزيئات بروتينية 
مسبارية
 موسومة في العادة بصبغ فلوري إلى المصفوفة، وأيُّ تفاعل بين المسبار والبروتين المثبت يُصدِر إشارة فلورية تتم قراءتها بواسطة 
ماسح ليزري
.
[
3
]
```

مصفوفات البروتين الدقيقة سريعة المعالجة، مؤتمتة، اقتصادية، حساسة للغاية وتستهلك كميات صغيرة من العينات والكواشف. تم تقديم وتوضيح مبدأ ومنهجية مصفوفات البروتين الدقيقة أول مرة في مصفوفات الجسم المضاد الدقيقة سنة 1983 في منشور علمي  وسلسلة من براءات الاختراع. تكنولوجيا الإنتاج العالية الخاصة برقاقات البروتين كانت سهلة التطوير نسبيا لأنها كانت مبنية على التكنولوجيا المطورة من أجل مصفوفات الدنا الدقيقة  والتي أصبحت أكثر المصفوفات الدقيقة استعمالا.